# Anthicus floralis
Anthicus floralis es una especie de coleóptero de la familia Anthicidae. La especie fue descrita científicamente por Carlos Linneo en 1758. Conocido vulgarmente como escarabajo de grano de cuello estrecho.

## Descripción
Es un insecto pequeño, de cuerpo frágil, de 3.0 a 3.5 mm de longitud; de color café oscuro, con cabeza de forma semitriangular separada del resto del cuerpo por un cuello corto y angosto; el protórax es liso, redondeado, más ancho en el ápice que en la base, y los élitros cubren completamente el abdomen.

## Distribución geográfica
Habita en Tasmania (Australia).